# Deux gentilshommes campagnards
Deux gentilshommes campagnards est une nouvelle d'Ivan Tourgueniev parue dans la première édition des Mémoires d'un chasseur en 1852. C’est une nouvelle ironique sur la tyrannie et la bêtise de la noblesse des campagnes.

## Résumé
Le narrateur présente deux de ses voisins qui jouissent de l’estime générale. 
Voici le général en retraite  Viatcheslav Illarionovitch Khvalynski, sorte de vieux beau, hautain, cassant avec les grades inférieurs, mais mielleux avec les supérieurs. Sa carrière militaire a été discrète.  A-t-il combattu ?  Rien n'est moins sûr.  Il vit seul, ne lit pas, ne sait pas parler en public, mais il a le « souci de sa propre dignité », qualité importante dans les banquets, où il excelle. 
Mardaire Apollonytch Stégounov, lui aussi célibataire, a un domaine de cinq cents âmes, mais dont il s'occupe peu. D’ailleurs, le narrateur vient lui rendre visite pour lui reprocher le mauvais état des masures de ses serfs. Mardaire l’interrompt, car deux poules viennent d’entrer dans son jardin. Il ordonne à ses valets de les attraper, puis de frapper la petite Nathalie, fille du cocher à qui les poules appartiennent.
La conversation reprend, mais on entend des coups au loin : Mardaire apprend au narrateur que c’est le sommelier que l’on bat sur son ordre. Qu'a-t-il fait?  Personne ne le sait.  Même le coupable l'ignore, mais il sait que son maître ne punit pas sans raison.

## Extraits
« Ses cheveux blonds, ou du moins ce qu’il en reste, ont pris une teinte violette, par la vertu d’une certaine mixture, que lui vendit un Juif qui se faisait passer pour un Arménien. »
« Devant ses supérieurs, Khvalynski garde le plus souvent le silence ; avec les personnes de rang inférieur, qu’il paraît tenir en piètre estime, mais qui sont pourtant sa fréquentation ordinaire, il affecte un ton sec et saccadé. »

## Édition française
- Les deux pomiéstchiks, traduit par Ely Halpérine-Kaminsky, dans Récits d'un chasseur, Paris, Éditions Albin Michel, 1893.
- Deux gentilshommes campagnards, traduit par Françoise Flamant, Éditions Gallimard, Bibliothèque de la Pléiade, 1981  (ISBN 978 2 07 010980 7).